# 1,4-Benzokinon
Az 1,4-benzokinon ( vagy p-benzokinon, gyakran röviden benzokinonnak vagy kinonnak nevezik) szerves vegyület, amelynek összegképlete C6H4O2. Az ún. kinonok közé tartozik. A kinonok telítetlen gyűrűs ketonok, amelyek fenolok oxidációjakor keletkeznek. Az 1,4-benzokinon a hidrokinon oxidációjával nyerhető.
Sárga színű, kristályos vegyület; a nem tiszta minták sötét színűek a kinhidron (1:1 komplexe a kinonnak és a hidrokinonnak) jelenléte miatt. Szúrós szaga van. Vízben rosszul oldódik, de alkohol, éter és lúgoldatok jól oldják.

## Története
Az 1,4-benzokinon volt az elsőként felfedezett kinon. Először Voszkreszenszkij állította elő 1838-ban, a kínasav oxidációjával.

## Kémiai tulajdonságai
A többi kinonhoz hasonlóan reakcióképes vegyület. Oxidáló tulajdonságú. Redukálószerek hatására hidrogén felvételével hidrokinonná alakul. Ez a reakció megfordítható (reverzibilis), ugyanis a hidrokinon oxidációval visszaalakítható benzokinonná.
A molekulája oxocsoportot tartalmaz, mutatja az oxovegyületek reakcióit is (például oximmá alakítható).

## Előállítása
A hidrokinon krómsavas oxidációjával állítható elő. Más benzolszármazékok oxidációjakor is keletkezik.

## Felhasználása
Az 1,4-benzokinont főként szerves kémiai szintéziseknél alkalmazzák. Legnagyobb mennyiségben festékek gyártására használják fel. 